# Марид

Муріш — царь маридів. Гобелен

Ма́рид (араб. مارد) — це характерний персонаж арабського і давньоєврейського фольклору. Це безплотні і безстатеві духи, що можуть бути, як добрими так і злими. Не рідко їх плутають з джинами та іфритами. Вони не рідко згадуються в «Тисячі і одній ночі». Уявляються у вигляді ефірної речовини, або у вигляді білих людей з білими бородами, в білому одязі, а з ротів та ніздр у них виходить вогонь. Вважається, що вони можуть перетворюватись в тварин та літати, не рідко вони стають в'язнями певних предметів, наприклад персня, як у казці про Аладіна. Їх викликають з допомогою муртади.
Мариди можуть бути людоїдами. Вони люблять робити з людей «ослів»: сідають їм на плечі і не злазять доки людина не помре, як наприклад у п'ятій розповіді про Синдбада. Їх цар Муріш зображувався розміром з гору, з чотирма головами: лева, слона, пантери, барса. Як і джини можуть бути мусульманами і єретиками, що поклоняються вогню. Мариди згідно з переказами були прокляті і вигнані з Раю, але вони перехитрили земні стихії і вибравшись зі Світу Тіней повернулись в Царство Світла. Назва походить від давньоєврейського слова «марджурид» — обтягнутий парою.

## В комп'ютерних іграх
- Al-Qadim: The Genie's Curse.